# Cité metróállomás
A Cité egy metróállomás Franciaországban, Párizsban a párizsi metró 4-es metróvonalán. Tulajdonosa és üzemeltetője a RATP.

## Nevezetességek a közelben
- Cité-sziget és nevezetességei:
  - Hôtel-Dieu
  - Notre-Dame-székesegyház
  - Conciergerie
  - Sainte-Chapelle

## Metróvonalak
Az állomást az alábbi metróvonalak érintik:
- 4-es metróvonal

## Kapcsolódó állomások
A metróállomáshoz az alábbi állomások vannak a legközelebb:
- Châtelet (Porte de Clignancourt, 4-es metróvonal)
- Saint-Michel (Bagneux–Lucie Aubrac metróállomás, 4-es metróvonal)